# Battesimo di Cristo (Ghiberti)

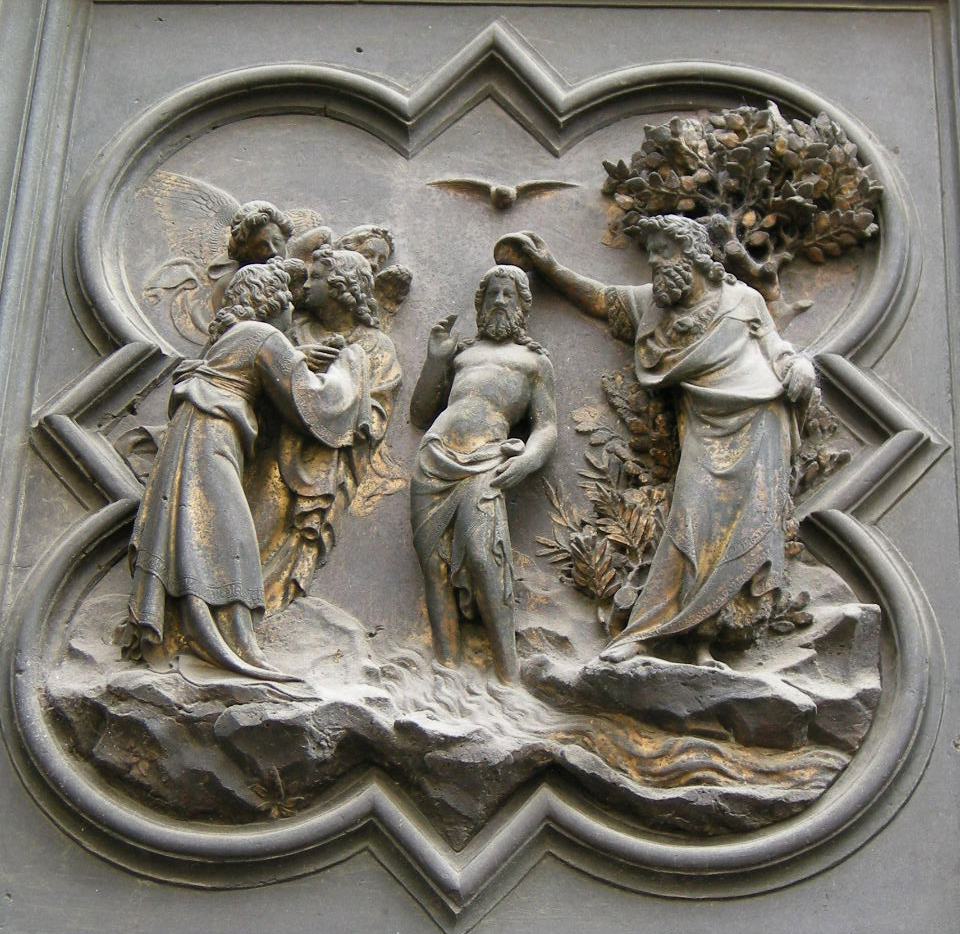
Battesimo di Cristo nella porta nord del Battistero di Firenze

Il Battesimo di Cristo è un rilievo bronzeo di Lorenzo Ghiberti, databile al 1417-1427 e facente parte della decorazione scultorea della fonte battesimale del Battistero di San Giovanni a Siena.

## Storia
L'allogazione di questo rilievo e della Cattura del Battista venne stipulata con un contratto datato 21 maggio 1417. Gli altri autori dei rilievi, sei in totale, e delle statuette della fonte battesimale furono il fiorentino Donatello e i senesi Giovanni di Turino, Goro di Neroccio e Jacopo della Quercia.
La consegna inizialmente stabilita per i rilievi di Ghiberti era dieci mesi, anche se alla fine l'opera richiese quasi dieci anni, dopo incalzanti solleciti dei committenti, minacce di risoluzione del contratto, e giustificazioni e promesse da parte dell'artista.
Nella copiosa documentazione si evince che la gettata del primo rilievo avvenne entro il 1420 (probabilmente la Cattura), mentre quella del secondo è da datarsi al 1424-1425. Proprio nel '25 uno dei due rilievi, privo delle rifiniture, venne spedito a Siena da Firenze per ottenere l'approvazione. L'artista si adoperò per riavere velocemente il rilievo per completarlo e per evitare di pagare "la ghabella", che scattava come tassa per l'entrata delle merci, purché non uscite dalla città da meno di tre settimane. Nella corrispondenza di quel periodo l'artista ricorda anche come l'altro rilievo sia finito e chiede conferme su come regolarsi con la doratura, se debba recarsi a Siena o se possa farla direttamente a Firenze («a me sarebbe molto più chomodo doralle qui»).
Alla fine si accordò che la doratura avvenisse a Firenze e venne eseguita per primo sul Battesimo, probabilmente la più recente ad essere stata gittata, e poi per la Cattura. Le rifiniture finali risalgono alla primavera del 1427 e il 30 ottobre di quell'anno, dopo essersi accordati adeguatamente per il compenso, le due formelle vennero messe in opera. Ciascun rilievo venne pagato 210 fiorini. Alla Cattura collaborò anche Giuliano di ser Andrea (che aveva l'opera in mano nell'aprile del 1425 e in quello del 1427, come si desume dalle lettere di Lorenzo), confermando che in quel periodo il maestro era occupato da un'altra impresa, il completamento della porta nord del Battistero di Firenze.

## Descrizione e stile
La scena sviluppa l'idea dell'analoga formella nella porta nord del Battistero, con la rappresentazione della Trinità sull'asse centrale, in cui entra solo la mano del Battista che impartisce il sacramento. Rispetto alla prova precedente l'artista evidenziò ancora maggiormente il gruppo sacro, creando un'aura di luce attorno al Cristo ottenuta con la doratura lisca, in contrapposizione a una corona d'angeli in rilievo differenziato, dall'alto rilievo di quegli più a sinistra, fino a uno stiacciato quasi disegnativo in alto al centro e a destra. Il battista, per assecondare la forma a mandorla attorno al Cristo, appare inarcato più che mai, con una forzatura che a prima vista potrebbe apparire con un ritorno alle pose artificiose del tardogotico, ma che a un'analisi più attenta mostra, nella figura scarnificata ed essenziale, un gioco di chiaroscuri altamente espressivo derivato da Donatello. Anche la fisionomia di Gesù, in posa benedicente come da tradizione, appare qui più sintetica, meno legata al modellato classico che si riscontra, ad esempio, nella formella del battistero fiorentino.
A sinistra due donne conversano attendendo il compimento del sacramento, confondendosi con la nube angelica. Esse sono rappresentate con una posata signorilità e una varietà di atteggiamenti, una ruotata verso lo spettatore, l'altra quasi di spalle. I panneggi mostrano ancora qualche concessione al gusto decorativo nel disegno delle pieghe, ma si tratta ormai di un elemento del tutto secondario, non più predominante come nelle opere giovanili di gusto tardogotico (visibile ad esempio nel Battista della formella fiorentina). Alla tradizione gotica si rifà invece palesemente l'esile alberello sulla destra, un elemento puramente decorativo scarsamente rapportato nella grandezza con le figure. Le poche notazioni spaziali sono affidate ai bordi del fiume Giordano, che scorre ai piedi di Gesù, e all'andamento delle due rive, realizzate come rocce scheggiate.
Il Battesimo mostra già un'evoluzione successiva più sintetica, riferibile alla nuova impresa della Porta del Paradiso. 
La Cattura è invece ancora assimilabile stilisticamente agli ultimi rilievi della porta nord del Battistero di Firenze, soprattutto a scene come il Cristo davanti a Pilato.